# Moritz Auffenberg
Moritz Friedrich Josef Eugen Freiherr Auffenberg von Komarów (ur. 22 maja 1852 w Opawie, zm. 18 maja 1928 w Wiedniu) – generał piechoty cesarskiej i królewskiej Armii, jeden z najzdolniejszych oficerów sztabowych Austro-Węgier, minister wojny Austro-Węgier.

## Życiorys
W 1871 został młodszym oficerem w Czeskim Pułku Piechoty Nr 28 w Wiedniu. Ukończył Szkołę Wojenną w Wiedniu. Na stopień majora został mianowany ze starszeństwem z 1 listopada 1888. W 1891 był szefem sztabu 28 Dywizji Piechoty w Lublanie. Na tym stanowisku został mianowany podpułkownikiem ze starszeństwem z 1 maja 1891. W 1892 został przeniesiony do Węgierskiego (chorwackiego) Pułku Piechoty Nr 96 w Karlovac (niem. Karlstadt) na stanowisko komendanta 3. batalionu. 9 czerwca 1894 został mianowany pułkownikiem. W 1895 został wyznaczony na stanowisko komendanta Węgierskiego (slawońskiego) Pułku Piechoty Nr 78 w Osijeku (niem. Esseg). 7 maja 1900 został mianowany generałem majorem i wyznaczony na stanowisko komendanta 65 Brygady Piechoty w Győr (niem. Raab) należącej do 33 Dywizji Piechoty.
Pięć lat później Auffenberg został komendantem 36 Dywizji Piechoty w Zagrzebiu. Dwa lata później przesunięto go na stanowisko inspektora szkół korpusów. W październiku 1909 został komendantem 15 Korpusu i generałem dowodzącym w Sarajewie. W 1910 został szefem Węgierskiego Pułku Piechoty Nr 64.
We wrześniu 1911, na życzenie arcyksięcia Franciszka Ferdynanda, objął funkcję ministra wojny. W tym czasie był blisko związany z Franzem Conradem von Hötzendorfem. Jego największym przedwojennym osiągnięciem było współuczestnictwo w tajnym planie rozbudowy artylerii austriackiej przez koncern Škoda. Zgodnie z założeniami planu, firma ta miała dostarczyć do oddziałów artylerii fortecznej moździerze wielkiego kalibru, zdolnych do akcji polowych. Był także autorem nowej ustawy poborowej.
Wybuch wojny zastał Moritza Auffenberga na stanowisku dowódcy 4 Armii, którą kierował w błyskotliwy sposób, doprowadzając do klęski Rosjan w bitwie pod Komarowem.
Jednak już 30 września 1914 Auffenberg został pozbawiony dowództwa na rzecz arcyksięcia Józefa Ferdynanda i z wszelkimi honorami przeniesiony w stan spoczynku. 22 kwietnia 1915 dwór w uznaniu zasług w początkowej fazie wojny przyznał mu tytuł barona (Freiherr), z predykatem „von Komarów”.
Jednak kilka dni później, 28 maja, baron został aresztowany pod zarzutem malwersacji giełdowych. Okazało się, że przekazał on w czasie prac w ministerstwie wojny informacje na temat tajnych planów kontraktu z firmą Skoda, co zostało wykorzystane do decyzji o zakupie akcji przed kontraktem. Sąd cywilny oczyścił generała z zarzutów, jednak sąd honorowy zarzuty podtrzymał.

## Odznaczenia[8]
- Kawaler Orderu Korony Żelaznej I Klasy
- Kawaler Orderu Leopolda
- Medal Wojenny
- Odznaka za Służbę Wojskową II Klasy
- Medal Jubileuszowy Pamiątkowy dla Sił Zbrojnych i Żandarmerii
- Krzyż Jubileuszowy Wojskowy
- Krzyż Wielki Orderu Świętego Aleksandra (Królestwo Bułgarii)[9]
- Krzyż WIelki Orderu Daniły I (Czarnogóra)[9]